# Amata (rivière)

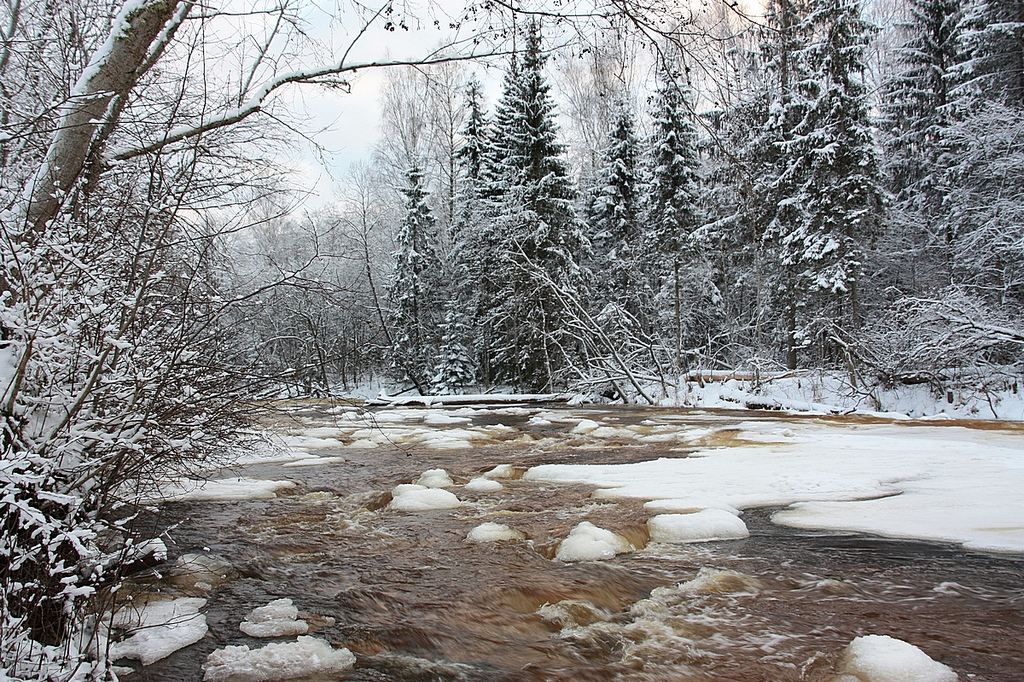
Amata en hiver.

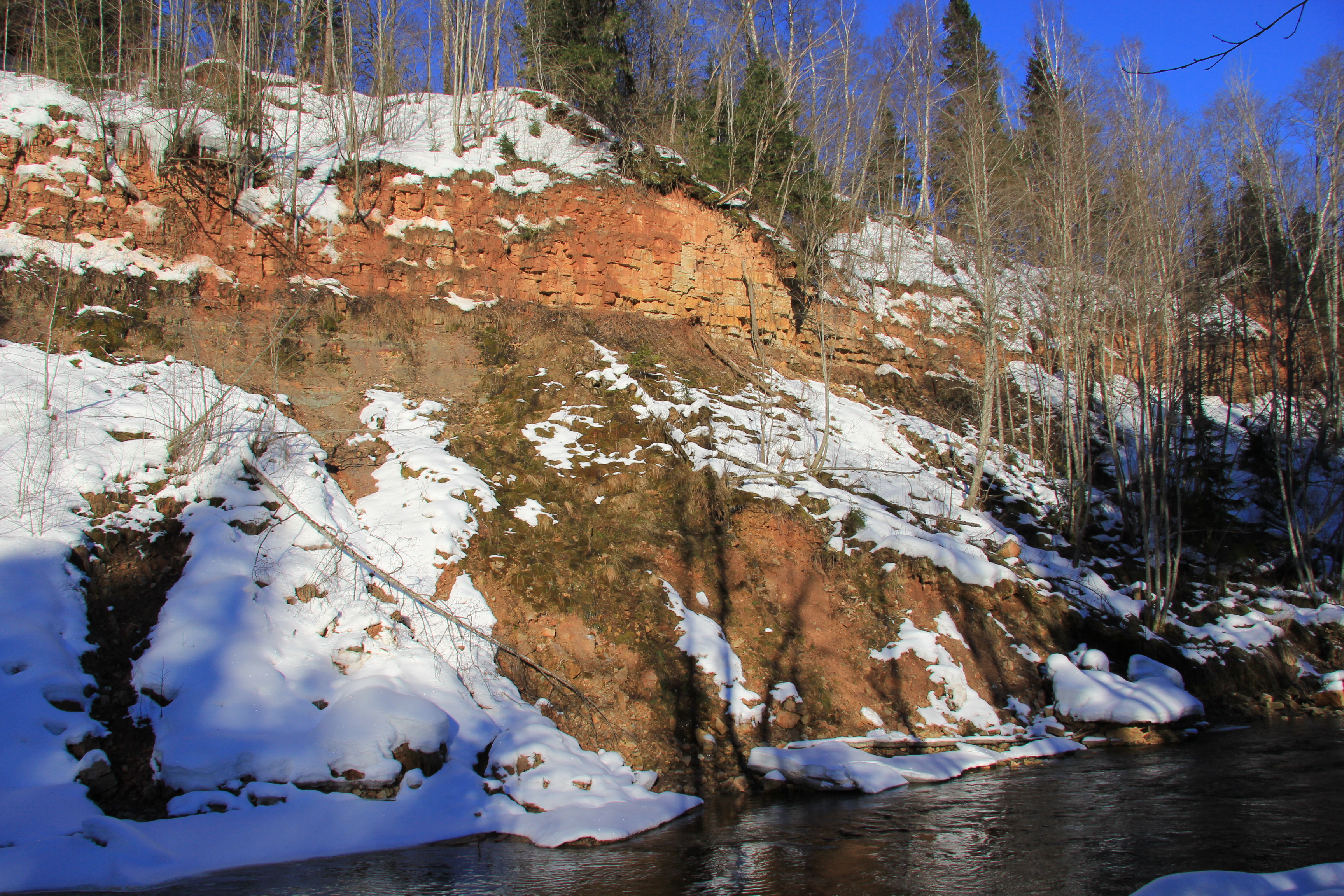
Vizuļu iezis - Amata

Pour les articles homonymes, voir Amata.
L'Amata (parfois appelée Amada) est une rivière dans la région de Vidzeme en Lettonie, l'affluent gauche de la Gauja. Sa longueur est de 66 km, la superficie du bassin 386 km2.

## Géographie
La rivière traverse les municipalités d'Amata, Cēsis et Līgatne.

## Principaux affluents
- Rive gauche : Maiļupe 12 km, Dadžupe 14 km, Nediene 13 km, Pērļupe 13 km, Kumada 13 km
- Rive droite : Dzirnupe, Zvirgzdupe, Vilkate